# Трестьяны (Балахнинский район)
Трестьяны — деревня, расположенная в Балахнинском районе Нижегородской области, административный центр Кочергинского сельсовета.

## География
Находится, примерно в 11 км (по шоссе) на север от Балахны, на трассе Р152, у старицы реки Волги. Высота центра селения над уровнем моря — 81 м.

## Название
Название происходит от реки Трестьянки, на берегу которой деревня находится.

## Население
| 2002 | 2010 |
| ---- | ---- |
| 213  | ↗215 |

## Достопримечательности
- Часовня Христа Спасителя, освящённая в 2016 году в честь Рождества Христова[8].
- Памятник погибшим землякам[9].